# Oligocentria
Oligocentria là một chi bướm đêm thuộc họ Notodontidae.

## Các loài
- Oligocentria semirufescens  (Walker, 1865)
- Oligocentria alpica  (Benjamin, 1932)
- Oligocentria pallida  (Strecker, 1899)
- Oligocentria coloradensis  (Hy. Edwards, 1885)
- Oligocentria perangulata  (Hy. Edwards, 1882)
- Oligocentria lignicolor  (Walker, 1855)
- Oligocentria pinalensis  (Benjamin, 1932)
- Oligocentria paradisus  (Benjamin, 1932)
- Oligocentria delicata  (Dyar, 1905)
- Oligocentria violascens  (Herrich-Schäffer, [1855])
- Oligocentria laciniosa  (H. Edwards, 1885)